# Schlössli Bremgarten
Das Schlössli ist ein schlossähnliches Bürgerhaus in Bremgarten im Kanton Aargau (Schweiz), das aus einer mittelalterlichen Burg heraus entstanden ist. Es ist in einem spätgotisch-frühbarocken Übergangsstil erbaut und befindet sich an der Nordostecke der Oberstadt, am höchsten Punkt eines steil über der Reuss aufragenden Hügels.

## Geschichte

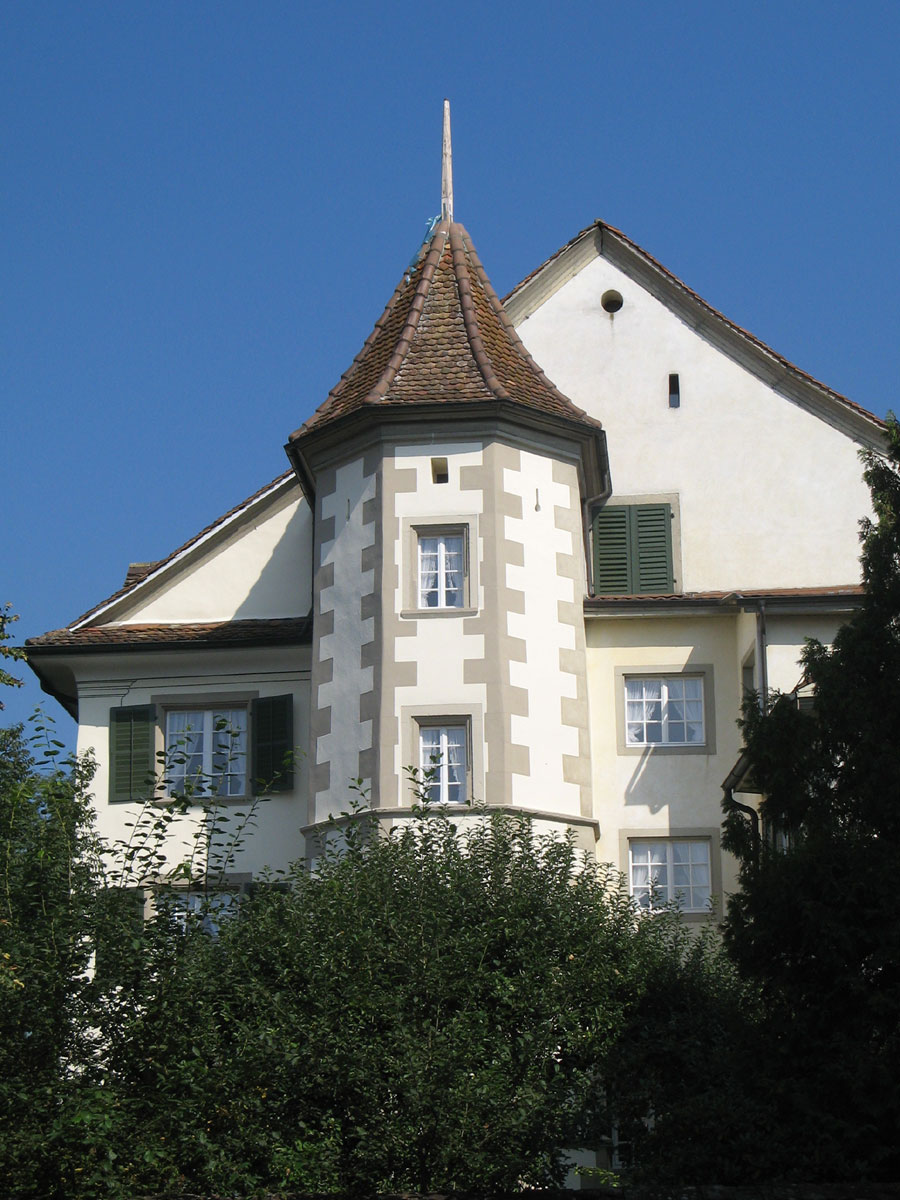
Südfassade mit Treppenturm

Das Fundament des Gebäudes enthält Überreste eines hochmittelalterlichen Bergfrieds, der aus der Zeit vor der Stadtgründung stammt und zur Siedlung «Vilingen» gehörte. Die erste urkundliche Erwähnung des «turn ze Bremgarten» erfolgte im Jahr 1238, ab etwa 1300 existierte auch die Bezeichnung «hus ze Bremgarten». Das Gebäude bestand aus zwei Türmen und diente als Wohnsitz habsburgischer Dienstleute, die von hier aus die Besitzungen ihrer Herren im Reusstal verwalteten.
Von 1253 bis etwa 1500 war die Burg im Besitz der adeligen Familie von Sengen und fiel dann in die Stadt. Spitalmeister Johann Balthasar Honegger erwarb das Gebäude im Jahr 1641 für 2700 Gulden und liess den jüngeren der beiden Türme grundlegend um- und ausbauen. Im Rahmen dieser Arbeiten erhielt das Schlössli sein heutiges Aussehen als Bürgerhaus. Der Platzturm, der ältere der beiden Türme, stürzte 1802 ein und wurde nicht wieder aufgebaut. Im 18. und 19. Jahrhundert wurden vor allem im Inneren des Gebäudes zahlreiche Veränderungen vorgenommen. Nachdem das Schlössli kurze Zeit wieder der Stadt gehörte, ist es seit 1882 im Privatbesitz.

## Gebäude
Das Gebäude besteht aus zwei unterschiedlich grossen gestaffelten Baukörpern, an denen zwei fünfeckige Türme mit Spitzhelm angebaut sind. Der Hauptbau besitzt vier Stockwerke und ein Satteldach. Ein kleinerer Vorbau lehnt sich an der Ostseite an die Stadtmauer an. Die Innenräume sind teilweise mit bemalten Täfern verziert, die Landschaften und Jagdszenen darstellen. Bei der Gesamtrenovation 1967/68 entdeckte man im kleinen Saal im zweiten Stockwerk heraldische Wandmalereien, die aus dem Jahr 1480 stammen.